# Ndikiniméki
Ndikiniméki est une commune du Cameroun située dans la région du Centre et le département du Mbam-et-Inoubou.

## Géographie
La commune s'étend sur la rive gauche de la rivière Makombé, affluent du Nkam.
| Nkondjock | Makénéné    | Kon-Yambetta |
| Yingui    | Ndikiniméki | Bokito       |
| Ngambe    | Ndom        | Nitoukou     |

## Population
Lors du recensement de 2005, la commune comptait 17 462 habitants, dont 8 874 pour la ville de Ndikiniméki.

## Organisation
Outre Ndikiniméki et ses quartiers, la commune comprend notamment les villages suivants :
- Akoute
- Boutourou
- Etoundou I
- Etoundou II (quartier)
- Etoundou III
- Mafe Brousse
- Ndema
- Ndengata
- Ndiki
- Ndikitiek
- Ndikiyel
- Ndikoti I
- Ndikoti II
- Ndoko Bagna
- Ndokobandalemak
- Ndokbassaben
- Ndokobou I
- Ndokobou II
- Ndokohok
- Ndokomai
- Ndokon
- Ndoknonoho
- Ndokowanen
- Ndoksomb
- Nebolen
- Nefante
- Netof
- Newtown[réf. nécessaire]
- Nomale
- Nomena

## Personnalités nées à Ndikiniméki
- Côme Armel Ndzana Bagneki, chef du canton Etoundou[réf. nécessaire]
- Ambroise Oyongo, footballeur international.
- Jean-Baptiste Beleoken (en), homme politique, né à Nebolen
- Michel Michaut Moussala, journaliste, directeur de publication du journalAurore Plus[réf. nécessaire]
- Mabouang Kessack Emanuel, Footballeur international, Quart finaliste de la coupe du monde Italie 1990.

Missimikim Martial Manfred,
Leader de la société civile.
Expert consultant international en sécurité routière. Président Fondateur de l'association Securoute Afrique.
Coordonnateur du Réseau Africain des ONGs, Experts et consultant de sécurité routière depuis 2011.